# Nandaime
Nandaime är en kommun (municipio) i Nicaragua med 39 777 invånare (2012). Den ligger i sydöstra Nicaragua i departementet Granada, vid foten av den 1 344 meter höga vulkanen Mombacho. Nandaime har en av de vackraste kyrkorna i landet, helgad åt Sankta Anna, och upptagen på listan över nationella monument.

## Geografi
Nandaime gränsar till kommunerna Diriá, Diriomo och Granada i norr, till Nicaraguasjön i öster, till kommunerna  Buenos Aires, Potosí och Belén i söder samt till  Santa Teresa  och La Paz de Carazo i väster.

## Historia
Nandaime var en av de många indiansamhällen som existerade vid tiden för spanjorernas erövring av Nicaragua, och den besöktes redan under spanjorernas första expedition till landet år 1522. Nandaime hade 3 100 invånare år 1527 vilket sjunkit till 946 invånare år 1548.

## Religion
Kommunen firar sin festdag den 26 juli till minne av Sankta Anna.

## Kända personer från Nandaime
- José Dolores Estrada Vado (1792-1869), militär, nationalhjälte, besegrande William Walker i Slaget vid San Jacinto[5]
- Damián Dávila (1800-talet), musiker
- Diego Manuel Chamorro Bolaños (1861-1923), Nicaragua's president 1921-1923[6]
- Everth Cabrera (1986-), basebollspelare för Baltimore Orioles[7]